# Mačkovec, Laško
Mačkovec este o localitate din comuna Laško, Slovenia, cu o populație de 32 de locuitori.